# Шамрай Віталій Володимирович
Віта́лій Володи́мирович Шамра́й (нар. 26 травня 1990, м. Монастирище, Черкаська область, Українська РСР — пом. 30 січня 2017, м. Авдіївка, Донецька область, Україна) — український військовослужбовець, солдат Збройних сил України. Загинув під час російсько-української війни.

## Життєпис
Народився 1990 року в місті Монастирище на Черкащині. Рано втратив батька. 2007 року закінчив 11 класів Монастирищенської загальноосвітньої школи № 1. 2010 — Іллінецький державний аграрний коледж за спеціальністю «агрономія, організація і технологія фермерського господарства». Працював у ТОВ «Агровет Атлантик» апаратником виробничої дільниці. Перебував на військовому обліку призовників у Монастирищенському райвійськкоматі, мав відстрочку від призову на строкову військову службу за сімейними обставинами.
Під час війни 17 травня 2016 року вступив на військову службу за контрактом до 169-го навчального центру «Десна». В липні пройшов курси снайперів і був переведений до 72-ї бригади.
Солдат, снайпер взводу снайперів 72-ї окремої механізованої бригади, в/ч А2167, м. Біла Церква.
Загинув 30 січня 2017 року від осколкового поранення, під час несення бойового чергування, внаслідок артилерійського обстрілу ротного опорного пункту в промисловій зоні міста Авдіївка.
Вранці 29 січня штурмова група 1-го механізованого батальйону під час контратаки зайняла взводний опорний пункт (ВОП) противника і тримала оборону до підходу основних сил 1-го батальйону. Противник намагався вибити військовиків із зайнятих позицій. Артилерійські та мінометні обстріли тривали кілька днів. 30 січня ворог застосував РСЗВ «Град». Близько 7:00, під час обстрілу ротного опорного пункту загинули солдати Віталій Шамрай і Ярослав Павлюк.
1 лютого на Майдані Незалежності у Києві сотні людей прощались із сімома воїнами 72-ї ОМБр, які 29 та 30 січня загинули в боях за Авдіївку. 2 лютого Віталія поховали на центральному міському кладовищі м. Монастирище.
Залишились мати Ніна Петрівна, сестра, дружина Ірина Василівна та маленький син Ростислав.

## Нагороди
- Орден «За мужність» III ступеня, — за особисту мужність і самовідданість, виявлені у захисті державного суверенітету та територіальної цілісності України, вірність військовій присязі (01.02.2017, посмертно)[5].
- Нагрудний знак «За взірцевість у військовій службі» III ступеня (01.12.2016).
- Почесна відзнака «За заслуги перед Черкащиною» (01.02.2017, посмертно)[6].

## Вшанування пам'яті
- 13 жовтня 2017 року на фасаді будівлі Монастирищенського НВК «Ліцей – ЗОШ І–III ступенів «Ерудит» встановили меморіальну дошку Віталію Шамраю[7].
- Вшановується в меморіальному комплексі «Зала пам'яті», в щоденному ранковому церемоніалі 30 січня[8][9].